# پل هیندمیت
پل هیندمیت (به آلمانی: Paul Hindemith) (زاده ۱۶ نوامبر ۱۸۹۵ – درگذشته ۲۸ دسامبر ۱۹۶۳) آهنگساز، رهبر ارکستر و نوازنده ویولن اهل کشور آلمان بود.

## زندگی
در کودکی به فراگیری ساز ویلن پرداخت سپس وارد هنرستان موسیقی (کنسرواتوار) فرانکفورت شد و به آموختن ویلن، رهبری ارکستر و آهنگسازی ادامه داد. همزمان با نوازندگی در گروه‌های کمدی موزیکال و گروه‌های رقص هزینهٔ خود را تأمین می‌کرد. از سال ۱۹۱۵ تا ۱۹۲۳ در اپرای فرانکفورت به عنوان نوازندهٔ ویلن به کار مشغول شد همچنین از سال ۱۹۱۴ در گروه چهار نوازی ربنر در آغاز به عنوان ویلن دوم سپس به عنوان نوازنده آلتو نوازندگی می‌کرد. در سال ۱۹۲۱ هیندمیت گروه چهار نوازی آمار را بنیان نهاد که خود در آن آلتو می‌نواخت و با این گروه اجراهایی را در سراسر اروپا برگزار نمود. در ۱۹۲۲ برخی از آثار هیندمیت در جشنوارهٔ سالزبورگ به اجرا درآمد که مورد توجه شنوندگانش قرار گرفت، سال پس از آن هیندمیت خود به عنوان مدیر جشنوارهٔ دیگری برگزیده شد که در آن آثاری از آنتون وبرن و آرنولد شونبرگ را در برنامه‌های جشنواره قرار داد. او از ۱۹۲۷ در هنرستان عالی موسیقی برلین به آموزش پرداخت. هیندمیت در سال ۱۹۳۰ سفرهایی به قاهره و آنکارا کرد که در آنجا به درخواست مصطفی کمال آتاتورک کمک‌هایی برای آموزش موسیقی در ترکیه و ایجاد اپرا و باله صورت داد همچنین در پایان همین سال، چند سفر هنری برای اجرا در آمریکا به عنوان تکنواز آلتو به انجام رسانید.
در حزب نازی نظرهای گوناگونی راجع به هیندمیت وجود داشت. یوزف گوبلز وزیر تبلیغات آلمان نازی در ۶ دسامبر ۱۹۳۴ در ورزشگاه شهر برلین او را یک «آتونال سر و صدا درست‌کن» نامید، اما ویلهلم فورتوانگلر رهبر ارکستر نامدار این دوره که مورد تأیید و توجه نازی‌ها بود به دفاع از او پرداخت. با وجود این شرایط، آلمان نازی به هیچ روی برای هیندمیت مناسب نبود به ویژه که همسرش یهودی بود. اگرچه او در سال ۱۹۳۸ به سوئیس کوچ نمود با این وجود هم‌زمان هیندمیت سفارش‌هایی را از حزب نازی پذیرفت، کنسرت‌های حزب نازی را رهبری کرد و همچنین در ارکستر مجلسی رایش سمت نوازندگی را پذیرفت. تمامی این شواهد، هنوز تاریخ‌نگاران را از تردید در مورد همدلی هیندمیت نسبت به حزب نازی خارج نکرده است.
در سال ۱۹۴۰ هیندمیت به آمریکا کوچ نمود و در دانشگاه ییل به آموزش مبادرت ورزید. در سال ۱۹۴۶ وی شهروند آمریکا شناخته شد ولی در سال ۱۹۵۳ به اروپا بازگشت و در دانشگاه شهر زوریخ به آموزش مشغول شد. هیندمیت در سالهای پایانی عمرش بسیاری از آثار خویش را رهبری و ضبط کرد. وی در ۱۹۶۲ وی برنده جایزه بالزان گردید. هیندمیت در فرانکفورت در سن ۶۸ سالگی درگذشت.

## موسیقی هیندمیت

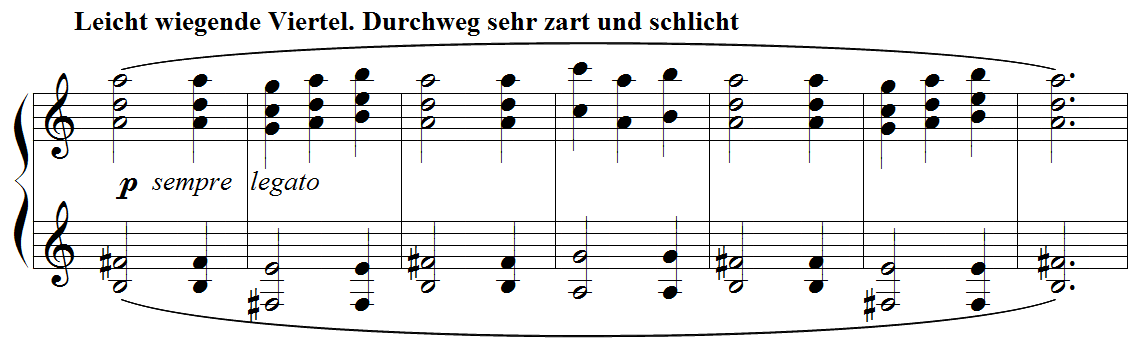
اولین نوارهای اولین آهنگ از "Marienleben" اثر پل هیندمیت (1923) بازسازی و ارائه شده تحت نرم افزار ENCORE

نخستین آفریده‌های هیندمیت در سبک پسا رمانتیک هستند. پیش از آنکه در سال ۱۹۲۰ سبک پیچیده کنتر پوانی خود را گسترش دهد، به سبک اکسپرسیونیزم روی آورد، سبکی که بیشتر به روش آرنولد شونبرگ نزدیک بود. برخی او را یک آهنگساز نئو کلاسیک دانسته‌اند که با موسیقی نئوکلاسیک ایگور استراوینسکی تفاوت بسیار دار. در واقع موسیقی هیندمیت بیشتر وامدار موسیقی کنتر پوآنی باخ است تا موسیقی کلاسیک موتسارت.

از ۱۹۲۲ تا ۱۹۲۷ هیندمیت به نوشتن آثار موسیقی مجلسی پرداخت ولی از حدود سال ۱۹۳۰ به نوشتن برای ارکستر بزرگ گرایش نشان داد. در ۱۹۳۳–۱۹۳۵ اپرای ماتیس نقاش را نوشت و سپس از میان قطعه‌های آن یک سمفونی خلق کرد که به همین عنوان نامیده می‌شود و در میان آثار او یکی از آثاری است که بسیار اجرا می‌گردد.

هیندمیت همچون کورت وایل و ارنست کره‌نک یکی از آهنگسازانی است که به نظریه موسیقی سودمند باور داشت. موسیقی که بنا داشت پیام‌های اجتماعی و سیاسی داشته باشد و بیشتر قطعه‌های ساده‌ای بود که برای نوازندگان تازه‌کار نوشته می‌شد. این نظریه از برتولت برشت الهام گرفته بود. نمونه‌ای از این موسیقی، اثر او به نام موسیقی خاکسپاری می‌باشد که در سال ۱۹۳۶ نگاشته شد. نامدارترین اثر هیندمیت دگرگونی‌های سمفونیک نام دارد که بر روی تمی ازکارل ماریا فون وبر نوشته شده است و بیش از هر اثر دیگری از او در دنیا اجرا می‌گردد.

## برخی از آثار
- دگرگونیهای سمفونیک
- اپرای ماتیس نقاش
- کنسرتو برای ویلنسل و ارکستر
- کنسرتو برای ارکستر
- سونات برای پیانو و کنترباس
- سونات برای ویلن تنها
- سونات برای آلتوی تنها
- سونات برای ویلنسل تنها
- ۱۰ سونات برای سازهای گوناگون بادی و پیانو (فلوت، ابوا، کلارینت، توبا…)